# جان کیانوش
جان کیانوش (انگلیسی: John Kynoch؛ زادهٔ ۱۸ مارس ۱۹۳۳) ورزشکار ورزش تیراندازی اهل بریتانیا است.
وی در مسابقات کشوری و بین‌المللی در مجموع برندهٔ ۱ مدال برنز شده‌است.